# Raniero Cantalamessa
Raniero Cantalamessa OFMCap (ur. 22 lipca 1934 w Colli del Tronto) – włoski duchowny rzymskokatolicki, kapucyn, doktor nauk teologicznych i literatury klasycznej, kaznodzieja Domu Papieskiego w latach 1980–2024, kardynał diakon od 2020.

## Życiorys
Święcenia prezbiteratu otrzymał z rąk biskupa Gaetana Malchiodiego, wikariusza apostolskiego administratury apostolskiej Loreto. Doktoryzował się z teologii na uniwersytecie we Fryburgu oraz z literatury klasycznej na Katolickim Uniwersytecie Najświętszego Serca w Mediolanie (na którym do 1979 wykładał). W latach 1975–1981 był członkiem Międzynarodowej Komisji Teologicznej. W 1979 postanowił porzucić karierę uniwersytecką i poświęcić się całkowicie posłudze Słowa. Związał się z Ruchem Odnowy w Duchu Świętym.
W 1980 papież Jan Paweł II mianował go kaznodzieją Domu Papieskiego. Wybór ten został zatwierdzony w 2005 przez papieża Benedykta XVI, a następnie w 2013 przez papieża Franciszka.
25 października 2020 podczas modlitwy Anioł Pański papież Franciszek ogłosił, że mianował go kardynałem. Na prośbę Cantalamessy papież udzielił mu dyspensy od obowiązku przyjęcia sakry biskupiej. Jako swoje zawołanie przyjął słowa „Veni Creator Spiritus” (O Stworzycielu, Duchu, przyjdź), zaczerpnięte z hymnu do Ducha Świętego. 
28 listopada 2020 na konsystorzu w bazylice św. Piotra kreował go kardynałem diakonem, a jako kościół tytularny nadał mu bazylikę św. Apolinarego przy Termach.
Z racji ukończenia 80. roku życia przed kreacją, nie posiada uprawnień elektorskich.
9 listopada 2024 papież Franciszek przyjął jego rezygnację z funkcji kaznodziei Domu Papieskiego.

## Nagrody
Otrzymał tytuł doktora honoris causa: Uniwersytetu w Notre Dame, Uniwersytetu w Maceracie (2010) oraz Uniwersytetu Franciszkańskiego w Steubenville.

## Dzieła przetłumaczone na język polski
- 8 stopni do szczęścia. Błogosławieństwa ewangeliczne, Kraków 2009;
- Czystego serca, Warszawa 2003;
- Eros i Agape. Dwa oblicza miłości, Poznań 2012;
- Eucharystia nasze uświęcenie - Tajemnica Wieczerzy Pańskiej, Warszawa 2004;
- Franciszek z Asyżu. Prorok Adwentu, Kraków 2014;
- Hymn ciszy - Medytacje o Ojcu, Kraków 2000;
- Jezus Chrystus Święty Boga, Wrocław 2000;
- Kochać Kościół - Medytacje nad Listem do Efezjan, Ząbki 2004;
- Kontemplując Trójcę, Kraków 2003;
- Nasze życie poddane Chrystusowi - Medytacje nad Listem do Rzymian, Kraków 1995;
- Pascha - przejście do tego, co nie przemija, Kraków 2005;
- Od Ewangelii do życia. Rozważania nad czytaniami niedzielnymi i świątecznymi roku A B C, Kielce 2011
- Pascha naszego Zbawienia, Kraków 1998;
- Pieśń Ducha Świętego - Rozważanie na temat Veni Creator, Warszawa 2002;
- Przygotujcie drogi Pańskie, Kraków 1999;
- Siostra śmierć, Kraków 1994;
- Słowo i życie. Refleksje o słowie Bożym na niedziele i święta. Rok A, Wrocław 1996;
- Słowo i życie. Refleksje o słowie Bożym na niedziele i święta. Rok B, Wrocław 1996;
- Słowo i życie. Refleksje o słowie Bożym na niedziele i święta. Rok C, Wrocław 1997;
- Tajemnica chrztu, Wrocław 2006;
- Tajemnica głoszenia Słowa Bożego, Wrocław 2007;
- Tajemnica Pięćdziesiątnicy, Wrocław 2002;
- Tajemnica Przemienienia, Kraków 2002;
- Tajemnica Wielkanocy, Wrocław 2002;
- To jest Ciało Moje. Eucharystia w świetle 'Adorote te devote' i 'Ave verum', Kraków 2007;
- Ubóstwo, Kraków 2001;
- W co wierzysz? Rozważania na każdy dzień, Kraków 2016;
- Wejście na górę Synaj, Warszawa 1996;
- Wiara, która zwycięża świat, Kraków 2006;
- Wspominając błogosławioną Mękę, Kraków 2007;
- Wsłuchani w Ducha Świętego, Kraków 1994;
- Zarzućcie sieci A. Część I, Wrocław 2004;
- Zarzućcie sieci A. Część II, Wrocław 2004;
- Zarzućcie sieci B. Część I, Wrocław 2002;
- Zarzućcie sieci B. Część II, Wrocław 2002;
- Zarzućcie sieci C. Część I, Wrocław 2003;
- Zarzućcie sieci C. Część II, Wrocław 2003;
- Życie w Chrystusie. Duchowe przesłanie Listu do Rzymian, Kraków 2014;
- Nasza Wiara. Credo rozważane i wprowadzane w życie. Kraków 2017.